# میکل اولمو
میکل اولمو (انگلیسی: Miquel Olmo؛ زادهٔ ۲۰ ژانویهٔ ۱۹۶۶) بازیکن فوتبال اهل اسپانیا است.